# Kraftfahrzeug-Überwachungsorganisation freiberuflicher Kfz-Sachverständiger
Die Kraftfahrzeug-Überwachungsorganisation freiberuflicher Kfz-Sachverständiger e. V. (KÜS) ist eine Kfz-Überwachungsorganisation. Die Bundesgeschäftsstelle der KÜS hat ihren Sitz in Losheim am See (Saarland).

## Allgemeines
Die amtlichen Fahrzeuguntersuchungen bilden das Kerngeschäft der KÜS, insbesondere die in regelmäßigen Abständen gesetzlich vorgeschriebene Hauptuntersuchung inklusive Untersuchung des Motormanagements und Abgasreinigungssystems. Die erfolgte Untersuchung wird durch eine gültige Plakette am Kfz-Kennzeichen des Fahrzeugs nachgewiesen. Etwa 1.500 Prüfingenieure sind für die KÜS tätig. Sie leisten bundesweit jährlich ca. 3,8 Millionen amtliche Fahrzeuguntersuchungen. Davon entfallen über 3 Millionen auf die Hauptuntersuchung inklusive Untersuchung des Motormanagements und Abgasreinigungssystems. Der Anteil der KÜS an der Fahrzeugüberwachung in Deutschland lag 2015 bei 10,2 Prozent.

## Aufgaben und Tätigkeiten
- Amtliche Fahrzeuguntersuchungen
  - Hauptuntersuchung inklusive Untersuchung des Motormanagements und Abgasreinigungssystems nach § 29 StVZO
  - Änderungsabnahmen nach § 19.3 StVZO
  - Einstufung eines Oldtimers als Historisches Fahrzeug nach § 23 StVZO
  - Prüfungen nach ADR (Europäisches Übereinkommen über die internationale Beförderung gefährlicher Güter auf der Straße)
  - Untersuchungen nach §§ 41, 42 BO-Kraft
  - Prüfungen nach 9. Ausn. VO zur StVZO (die „100-km/h-Plakette“)
  - Gas-System-Einbauprüfung (GSP) und Wiederkehrende Gasanlagenprüfung (GWP) an Gasanlagen zum Fahrzeugantrieb nach § 41a StVZO
  - Untersuchungen nach § 5 FZV (Fahrzeug-Zulassungsverordnung)

- Kfz-Sachverständige (KÜS Automotive)
  - Schadengutachten und Beweissicherungsgutachten
  - Technische Gutachten
  - Gutachten bei Leasing und Mietrückläufen
  - Wertgutachten für Historische Fahrzeuge

- Ausbildung und Fortbildung (KÜS Akademie)
- Technischer Dienst (KÜS Technik)
- Rechenzentrum (KÜS Data)
- Unterstützung der KÜS-Partner und externer Kunden (KÜS Service)
  - Arbeitssicherheit
  - Arbeitsmedizin
  - Umweltschutz
  - Prüfung elektrischer Anlagen